# Вольница (Черниговская область)
Вольни́ца (укр. Вольниця) — село, расположенное на территории Борзнянского района Черниговской области (Украина).
Население составляет 71 житель (2006 год).
Село Вольница находится примерно в 9 км к югу от центра города Борзна. Средняя высота населённого пункта — 132 м над уровнем моря. Село находится в зоне умеренно континентального климата.
Национальный состав представлен преимущественно украинцами, конфессиональный состав — христианами.

## История
Указом ПВС УССР от 10.06.1946 г. хутор Лендин переименован в Вольницу.